# 云门山石窟造像
云门山石窟造像，位于山东省潍坊市青州市益都镇云门山，是中华人民共和国全国重点文物保护单位之一。
1992年6月12日，授予山东省文物保护单位，是一座石窟寺及石刻。2013年3月5日，授予全国重点文物保护单位，以云门山石窟及石刻之名归入第三批全国重点文物保护单位驼山石窟。